# طبقه بهره
در مهندسی صدا، یک طبقه بهره (به انگلیسی: gain stage)، نقطه‌ای در طول روند سیگنال صوتی است که مهندس می‌تواند تنظیماتی را در سطح سیگنال انجام دهد، مانند یک فِیدر در یک دستگاه صداآمیزی یا در یک دی‌ای‌دبلیو طبقه‌بندی بهره (به انگلیسی: Gain staging)، فرایند مدیریت سطوح نسبی سیگنال در هر طبقه از روند سیگنال صوتی برای جلوگیری از ایجاد نویز و اعوجاج، تغذیه صداهای‌میانی، مانند اکولایزرها و کمپرسورها با مقدار مناسب سیگنال، به ویژه در حوزه آنالوگ است. طبقه‌بندی بهره ایده‌آل زمانی اتفاق می‌افتد که هر جزء در یک روند سیگنال صوتی، سیگنال را در ناحیه بهینه محدوده دینامیکی خود دریافت و ارسال می‌کند.
در یک سامانه صوتی که دارای میکروفون و بلندگو است، مقدار کل بهره در سامانه می‌تواند از ۱۰۰ دسی بل بیشتر شود. این معمولاً به چند مرحله کوچکتر تقسیم می‌شود که به آن طبقات بهره می‌گویند، جایی که سیگنال قبل از رسیدن به بلندگو در صورت لزوم تقویت یا تضعیف می‌شود.
در یک روند سیگنال که با یک منبع صوتی آکوستیک (مانند یک موسیقی ابزاری یا خواننده) شروع می‌شود، پیش‌تقویت‌کننده میکروفون معمولاً اولین طبقه بهره قابل‌تنظیم الکترونیکی است که در آن سیگنال تا ۹۵ دسی بل در موارد استثنایی، تقویت می‌شود. قبل از رسیدن به میکروفون، منبع صوت تابع قانون مربع معکوس است، که بیان می‌کند با افزایش فاصله بین منبع صوت و میکروفون، شدت صدا کاهش می‌یابد. این بدان معنی است که (۱) نزدیکتر کردن میکروفون به منبع صدا باعث افزایش سطح سیگنال تولید شده توسط میکروفون می‌شود و (۲) دورتر کردن میکروفون از منابع نویز نامطلوب میزان نویز سیگنال میکروفون را کاهش می‌دهد؛ بنابراین، قرار دادن میکروفون یکی از جنبه‌های مهم طبقه‌بندی بهره است.
پس از قرار دادن میکروفون و پیش تقویت‌کننده میکروفون، سیگنال صوتی تا سطح خط تقویت‌شده است و می‌تواند توسط دستگاهی که قادر به پذیرش سیگنال سطح-خط است، پردازش شود.